# 島田牙城
島田 牙城（しまだ がじょう 1957年2月9日-）は、京都府出身の俳人・編集者。日野草城の学生時代の句友で夭折した中西其十の再発見や、27歳で第二次大戦の戦火に斃れた俳人・平松小いとゞの再評価、「ゆきあひ」「桃柳」など日本文化に根ざしていながら歳時記に登録されていない季節の言葉に光を当てるなど、市井の研究者としての側面を見せながら、徹底取材による「俳」の体現、俳句作りを提唱している。

## 俳歴
1957年2月9日、京都市岡崎に産まれ、すぐ京都市郊外の乙訓郡向日町大字鶏冠井小字大極殿（現、向日市鶏冠井町大極殿）に移住。本名は尋郎（ひろお）。向陽幼稚園（西山浄土宗総本山光明寺が母体の私立）、向陽小学校（町立）を経て、高槻中学校・高等学校（私立）、二浪ののち、1977年、関西大学文学部哲学科へ進学。1981年、関西大学中退。
1973年、高校２年の冬より俳句を書き始め、波多野爽波に師事、爽波主宰の月刊俳句誌「青」に投句。また、1974年、同級生らと「童（がき）俳句集団」を結成。1977年、「がきの会」と改称し、俳句同人誌「東雲」を創刊。がきの会には、田中裕明、上田青蛙、小豆澤裕子らの他、一時的には、中田剛、武藤尚樹、中里夏彦らが在籍、また、波多野爽波を名誉会長、茨木和生を名誉会員として迎え、毎号俳句の寄稿を得ている。（1980年1月の9号まで続く）。
1979年秋、「青」三百号を期に、田中裕明、上田青蛙とともに、はりまだいすけ、山本洋子、原田暹より、編集を引き継ぎ、編集長に就任。1980年、角川俳句賞最終候補。同年暮、爽波との意見対立により編集長を辞任し、「青」退会。
1981年、就職のため東京へ転居、宇佐美魚目の助言により石寒太に会い、同人誌「無門」に参加。今井聖、筑紫磐井、正木ゆう子らを知る。また、その後夭折した安土多架志（高槻高校の先輩）を知る。「無門」はその後寒太主宰誌「炎環」となり、一時、編集長となるが、作句意欲の衰えにより、自然退会。1996年、今井聖の誘いを受け、聖主宰誌「街」の創刊同人として参加（後述の同人誌「里」創刊まで在籍）、山下知津子らを知る。同年より、爽波門下が集う「洛」（椹木啓子発行・島田刀根夫＝牙城の父＝編集）に投句（1999年12月終刊まで在籍）。1998年、夏石番矢の誘いを受け、番矢代表の超俳句同人誌「吟遊」に、創刊準備号（No.0）よりNo.9まで在籍。
1999年3月、長野県佐久市新子田へ転居。2000年3月に個人紙「肘」を創刊し、信州での俳句生活を本格化させる。2001年4月、新子田公民館にて里俳句会第一回句会を持つ（「肘」は2002年5月、22号で終刊）。2002年6月、「里俳句会通信」創刊。2003年4月、月刊俳句同人誌「里」創刊。
また、2002年より2011年まで、俳句朗読の会「朗読火山俳」を主導（全10回）。
2015年3月、兵庫県尼崎市へ転居。2019年4月、「里」同年1月号（通巻第190号）を出し、以後、雑誌は休刊状態となる。「里」は2021年9月復刊。
なお、存命中ではあるが、京都市洛西区の勝持寺（花の寺）門外の花の寺霊園に墓石を建立している。

## 編集歴
1981年、牧羊社入社後、リクルート出版、東京四季出版、福武書店、本阿弥書店を転々とする。その間、月刊俳句総合誌「俳句とエッセイ」編集担当（牧羊社）、単行本『大学の原点』（前川和彦著）編集（リクルート出版）、単行本『ザッツ、スーパー・エキセントリック・シアター』編集責任（東京四季出版）、『定本正宗白鳥全集』資料収集・筆記担当（福武書店）、「歌壇」編集長（本阿弥書店）などを歴任。編集者としての基礎を固める。1989年、邑書林に共同参画の形で入社、取締役編集長を経て、2014年より代表取締役編集長（2015年より取締役一人体制となったのに伴い、取締役編集長）。
『加藤楸邨初期評論集成』（全五巻）、『波多野爽波全集』（全三巻）、『松瀬靑々全句集』（全二巻別巻一）などのほか、「邑書林句集文庫」「セレクション俳人」などの廉価版句集の普及にも傾注する。2009年、2010年に立て続けに刊行した『新撰21』『超新撰21』（共に筑紫磐井・対馬康子・高山れおな編）は、21世紀の俳句の動向を占い探るものとして話題を集めた。また、関悦史句集『六十億本の回転する曲つた棒』、御中虫句集『関揺れる』、北大路翼句集『天使の涎』、堀田季何詩歌集『人類の午後』など、時宜を得た若手の発掘にも定評がある。また、茨木和生『季語を生きる』、高山れおな『切字と切れ』など評論集、エッセイ集が邑書林から多く刊行されている姿も、牙城の編集態度を示すものと言えよう。

## 著書
- 小句集[12]『火を高く』（1984、皆美社　解説……今井聖）
- 第一句集『袖珍抄』（2000、邑書林）
- 共同執筆『名歌名句辞典』（2004、三省堂）
- 共著『第一句集を語る』（2005、角川書店　稲畑汀子、岡本眸、黒田杏子、鍵和田釉子、宇多喜代子を担当）
- 第二句集『誤植』（2011、邑書林）
- 散文集『俳句の背骨』（2017、邑書林）

## 執筆歴
- 『加藤楸邨初期評論集成』解題及び初期年譜（1991-1992、邑書林）
- 『波多野爽波全集』解題及び年譜（1992-1998、邑書林）

など。主要散文とおぼしきものは『俳句の背骨』に収められているが、40歳代に書かれた攻撃性の強い散文は、牙城自身「お蔵入り」と記している。

## 受賞歴
- 第一回雪梁舎俳句大賞（2001、新潟の雪梁舎美術館。第二回雪梁舎俳句大会より設けられた句集賞で、『袖珍抄』に対して。選考委員は、三橋敏雄、金子兜太、黒田杏子、宗左近、中原道夫）

## 俳句作品
- つばくらや血豆に太き針を刺す
- 杵屋来て臼屋に御慶くれゐたり
- 大好きな櫻であれば振り返る
- 満月を明日につまやうじの頭
- 五月終はりぬつまらなくなるまへに
- 数へ直さうぶらんこの鎖の輪
- 左から来たりて右へ抜けてゆく
- 大正をなだめてゐたる泉かな
- 氷湖解けすすむ日光月光と
- 腹案はある杉菜までまづ歩け

## 参考資料
- 『袖珍抄』（2000、邑書林）自筆略歴
- 月刊俳句同人誌「里」バックナンバー
- 「しばかぶれ」第二集　特集・島田牙城（田中惣一郎によるロングインタビュー、堀下翔による「島田牙城120句選」など）